# Richard Hauschildt
Richard Hauschildt (* 12. November 1876 in Hamburg; † 6. Dezember 1934 in Kassel) war ein deutscher Journalist und sozialdemokratischer Parlamentarier.

## Leben und Wirken
Nach der Volksschule begann Hauschildt eine Schriftsetzerlehre in Hamburg. Bereits als Lehrling trat er der SPD und dem Verband der Deutschen Buchdrucker bei. Er ging auf Wanderschaft, leistete seinen Militärdienst und arbeitete bis 1900 als Schriftsetzer.
Im Februar 1900 wurde Hauschildt Redakteur der Mainzer Volkszeitung. Er arbeitete in der Folge außerdem bei der Magdeburger Volksstimme und dem Offenbacher Abendblatt. Im März 1905 wurde er Redakteur des Volksblattes in Kassel, wo er bis September 1925 blieb und vor allem mit Philipp Scheidemann zusammenarbeitete. Von 1906 bis 1922 war er Vorsitzender der SPD in Kassel.
1914 nahm Hauschildt am Ersten Weltkrieg teil. 1916 bis 1924 war er Stadtverordneter in Kassel. Von November 1918 bis 1919 gehörte er als führendes Mitglied dem Arbeiter- und Soldatenrat Kassel an, dessen Vorsitzender er zeitweise auch war. Er wurde als Delegierter zum 1. Rätekongress im Dezember 1918 und zum 2. Rätekongress im April 1919 entsandt. Beim 2. Rätekongress fungierte er auch als dessen Präsident. 1919 erhielt er ein Mandat für den Kurhessischen Kommunallandtag, aus dessen Mitte er zum Abgeordneten des Provinziallandtages der Provinz Hessen-Nassau bestimmt wurde. 
Von 1919 bis 1924 saß er als Abgeordneter im Preußischen Landtag. Außerdem war er Mitglied des zentralen SPD-Parteiausschusses.
Im Oktober 1925 trat Hauschildt eine neue Stelle als Redakteur der Freien Presse in Elberfeld an. Im Januar 1929 wechselte er nach Berlin, wo er bis Februar 1933 die Sozialdemokratische Partei-Korrespondenz herausgab und die Werbeabteilung beim zentralen SPD-Vorstand leitete.
Von März bis August 1933 wurde Hauschildt im KZ Oranienburg („Schutzhaft“) inhaftiert. Nachdem seine Frau eidesstattlich versichert hatte, dass er seinen Wohnort Strausberg, wo er von 1929 bis 1933 auch als stellvertretender Bürgermeister amtiert hatte, verlassen und Berlin nicht mehr betreten werde, wurde Hauschildt freigelassen. Er ließ sich als Handelsvertreter für Seifenprodukte in Kassel nieder, wurde dort aber weiterhin polizeilich überwacht und zu Verhören vorgeladen. Aus Verzweiflung nahm er sich das Leben.
An Richard Hauschildt erinnert eine Gedenktafel am früheren Wohnhaus der Familie in der Paul-Singer-Straße in Strausberg.